# Michèle Morgan
Michèle Morgan (Neuilly-sur-Seine, Francia, 29 de febrero de 1920-Meudon, 20 de diciembre de 2016), cuyo nombre verdadero era Simone Roussel, fue una actriz francesa que triunfó tanto en el cine como en la televisión. Es considerada una de las más grandes actrices francesas del siglo XX.

## Carrera cinematográfica
En 1935, animada por la promesa de un amigo de presentarle a gente importante del cine, Michèle Morgan viajó a París con la excusa de presentarse a un concurso de belleza. Una vez en París, su amigo le presentó al actor George Rigaud. Y, gracias a este hecho, Michèle Morgan debutó, a los quince años, en la comedia Mademoiselle Mozart. En 1936 obtuvo su primer papel, sustituyendo a Nicole Ferrier en El pequeñuelo. Este papel únicamente tenía una frase.
Gracias a su amistad con Denise Tual, esposa del productor Roland Tual, Michèle obtuvo su primer papel principal en Quai des brumes, papel que fue fundamental para su encumbramiento hacia el éxito. Hasta 1940 actuó en diversas películas francesas. Pero, ese mismo año, animada por Denise Tual, Michèle Morgan se decidió a probar suerte en Hollywood con la RKO Pictures. Tardó en tener su primera oportunidad, debido sobre todo a sus problemas con el inglés y su pronunciación. Su primera oportunidad en Hollywood fue Joan of Paris. Mientras su éxito en América crecía, conoció al que se convertiría, poco después, en su primer marido, William "Bill" Marshall.
Cansada de esperar proyectos de la RKO, Morgan decidió firmar con Universal con el fin de protagonizar Two Tickets to London. Poco después la RKO le ofreció protagonizar el musical Higher and Higher, junto al entonces principiante Frank Sinatra. Se la consideró para el papel protagonista de Casablanca, y finalmente rodó Pasaje para Marsella, con el mismo director, Michael Curtiz, y protagonista, Humphrey Bogart.
Durante la Segunda Guerra Mundial, Michèle Morgan tuvo que permanecer inactiva durante una temporada debido a la falta de proyectos, hasta que volvió a Francia cuando el productor  Joseph Bercholz le ofreció protagonizar La symphonie pastorale. La película fue todo un éxito en el Festival de Cannes, y Michèle Morgan recibió el premio a la mejor interpretación femenina.
Michèle Morgan regresó a Hollywood, pero alternaba el poco trabajo que se le ofrecía en Estados Unidos y los trabajos en el cine europeo. Poco a poco, la actriz se fue centrando cada vez más en su carrera europea. Michèle se divorció de Marshall en 1948, y poco después se casó con el actor Henri Vidal, con quién formó pareja romántica en diversas ocasiones a lo largo de su carrera.
Trabajando a las órdenes de los más aclamados directores del cine francés, Michèle Morgan se convirtió, entre 1950 y 1955, en la más célebre y prestigiosa actriz francesa.[cita requerida]
En 1957, la actriz decidió volver a Hollywood, pero realizó una desafortunada elección en sus películas. Así que regresó a Francia, y tras la muerte de su marido, en 1959, rodó numerosas películas en Francia y otros países europeos, como Italia y Alemania.
A partir de 1961, comenzó una nueva etapa, en la que combinó películas comerciales con algunos títulos de interés. Michèle Morgan se retiró en 1967. Al año siguiente, Francia le reconoció sus servicios a la nación otorgándole la Legión de Honor. A pesar de su retirada, volvió a aparecer de manera ocasional en algunas películas.
Presidió el Festival de Cannes en dos oportunidades.
En 1977 publicó su autobiografía Avec ses yeux (Con sus ojos).
Falleció a la edad de 96 años.

## Teatro
- 1978: Le tout pour le tout de Françoise Dorin,  Théâtre du Palais-Royal.
- 1981: Chéri de Colette,  Théâtre des Variétés.
- 1988: Une femme sans histoire de Albert Ramsdell Gurney, Comédie des Champs-Elysées.
- 1993: Les Monstres sacrés de Jean Cocteau, mise en scène Raymond Gérôme, Théâtre des Bouffes-Parisiens.

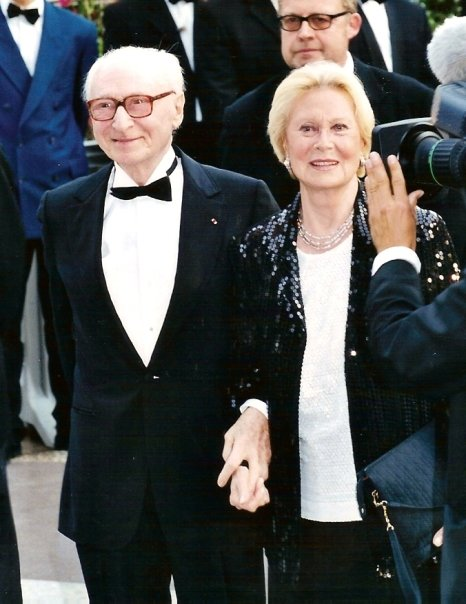
Michèle Morgan junto a Gérard Oury en el año 2001

## Filmografía destacada
- Mademoiselle Mozart (1935)
- El pequeñuelo (1936)
- El muelle de las brumas (1938)[3][4]
- Remorques (1941)
- Joan of Paris (1942)[5]
- Cada vez más arriba (1943)
- Pasaje para Marsella (1944)
- The Chase (1946)
- La symphonie pastorale (1946)
- El ídolo caído (1948)
- Fabiola (1948)
- Destinos de mujer (1952)
- Los orgullosos (1953)
- Napoleón (1954)
- María Antonieta, reina de Francia (1955)
- Proceso en Venecia (1963)
- Lost Command (1966)
- El gato, el ratón, el amor y el miedo (1975)
- Everybody's Fine (1990)

## Premios y distinciones
Festival Internacional de Cine de Cannes
| Año  | Categoría    | Película               | Resultado |
| ---- | ------------ | ---------------------- | --------- |
| 1946 | Mejor actriz | La Symphonie Pastorale | Ganadora  |

Festival Internacional de Cine de Venecia
| Año  | Categoría            | Película | Resultado |
| ---- | -------------------- | -------- | --------- |
| 1996 | León de Oro Especial | -        | Ganadora  |

Medallas del Círculo de Escritores Cinematográficos
| Año  | Categoría                                    | Película                    | Resultado |
| ---- | -------------------------------------------- | --------------------------- | --------- |
| 1964 | Mejor actriz extranjera en película española | Un balcón sobre el infierno | Ganadora  |